# Black Tickle
Black Tickle est une localité de Terre-Neuve-et-Labrador au Canada. Elle est située sur l'Île de Ponds au large du Labrador. Elle est reconnue pour sa grande concentration d'ours polaires.
Black Tickle est desservi par l'aéroport de Black Tickle, un aéroport de gravier.
En 2016, il a été annoncé que Black Tickle ne serait plus couvert par une infirmière à plein temps et pourrait perdre sa source de carburant.

## Annexe